# AFE-Zone

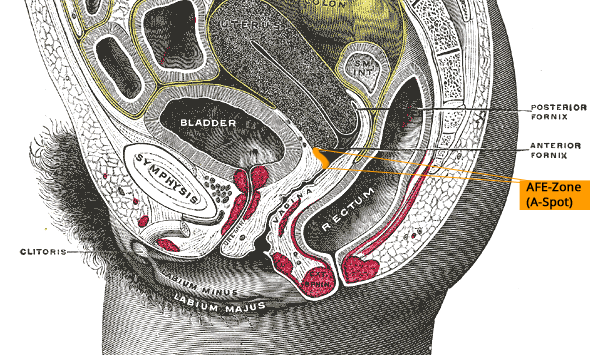
Die AFE-Zone (A-Punkt) befindet sich im bauchseitigen Bereich der Einkerbung des Muttermunds (Anterior Fornix). Abgebildet ist eine natürliche anteflektierte Gebärmutter, d. h. der Fundus uteri zeigt nach vorn (ventral) zur Harnblase

AFE-Zone steht für die englische Bezeichnung Anterior Fornix Erogenous Zone (deutsch: Vordere-Gewölbebogen-Erogene-Zone), umgangssprachlich auch A-Punkt genannt. Sie stellt eine Region in der Vagina dar, die bei einigen Frauen empfindlich auf Stimulation reagiert. Sie gehört wie beispielsweise die Klitoris und die Gräfenberg-Zone zu den erogenen Zonen und ist damit ein anatomischer Bereich beziehungsweise eine Zone, die individuell unterschiedlich ausgeprägt sein kann, und somit kein einzelner Punkt. Nach Ansicht des Gynäkologen Chua Chee Ann aus Malaysia ist die AFE-Zone reizempfindlicher als die Gräfenberg-Zone.

## Anatomie und Funktion
Zwischen der Vagina und der Harnblase befindet sich die sogenannte Halban’sche Faszie oder Septum vesicovaginale nach dem Gynäkologen Josef von Halban, sie stellt eine mesenchymale Lamelle dar, mit einer fibroelastischen Schicht aus Kollagenfasern, elastischen und glattmuskulösen Fasern, einer reichlichen Blutversorgung und einer nervalen Versorgung mit Krause-Körperchen sowie pseudokorpuskulären Nervenenden. Bei der Stimulation dieses Bindegewebsraumes kommt es zu einer Vasokonstriktion und angenehmen sexuellen Empfindungen.
Die AFE-Zone befindet sich Chua Chee Ann zufolge in der Scheidenvorderwand, etwa zwischen der Gräfenberg-Zone und dem äußeren Muttermund. Die Erreichbarkeit sei abhängig von der Lage des Uterus. Beschrieben wurde die AFE-Zone von ihm auf dem Asian Congress of Sexology im Jahre 2003. Ann betonte vor allem die Bedeutung für Frauen mit starken Schmerzen beim Vaginalverkehr (Dyspareunie) durch fehlende Feuchtigkeit. Bei einer Stimulation der AFE-Zone erhöhe sich die Lubrikation durch die Bartholinschen Drüsen. Außerdem reagiere nach Angaben des Gynäkologen ein Drittel der Frauen auf die Stimulation der AFE-Zone mit multiplen Orgasmen.
Wird die AFE-Zone im hinteren oberen Scheidengewölbe betastet, kann man mit sanftem, aber gleichmäßigem manuellen Druck von innen nach außen, in Richtung Bauchdecke, die erogene Zone aktivieren. Die schaufelnde Fingerbewegung, im Sinne einer „Komm-her-Bewegung“, sollte im Sinne einer durch „Feedback“ geleiteten Aufmerksamkeit rückgekoppelt sein.

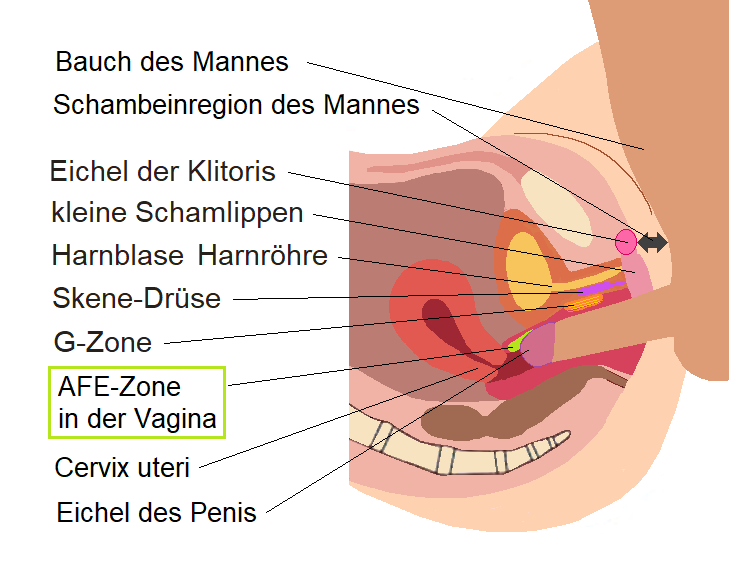
Bei tiefer Penetration berührt die Eichel des Penis die AFE-Zone

Um durch eine penile Penetration während des Vaginalverkehrs eine Stimulation der AFE-Zone zu erreichen, ist zum einen ein entsprechendes sexuelles Erregungsniveau bei der Frau Voraussetzung und zum anderen sind die Eindringtiefe und der Winkel des Penis von Bedeutung. Diese können durch entsprechende Sexpositionen begünstigt werden, aber auch durch eine geeignete Technik.
Zur optimalen Stimulation der AFE-Zone empfiehlt es sich, nach jeder tiefen Vorwärtsbewegung diese nochmals durch einen kleinen, starken, tiefen Stoß intravaginal zu verstärken. Dadurch wird der Penis etwa weitere 1–2 cm tiefer in die Vagina eindringen. Ein direktes Anstoßen auf den Muttermund (Cervix) kann unter Umständen als unangenehm empfunden werden. Auch die Lage der Gebärmutter, ob ante- oder retroflektiert, kann bedeutsam sein und bedarf dann möglicherweise einer Korrektur durch entsprechende Sexpositionen bzw. des hierzu perfekten Winkels für Penis und Vagina.
So kann es beispielsweise für die Sexualpartnerin in der a-tergo-Position hilfreich sein, das Gesäß stärker anzuheben und kniend in eine stärkere Hyperlordose in der Lendenwirbelsäule zu gehen. Das gilt insbesondere für Frauen, die eine sogenannte retroflektierte Gebärmutterlage haben. Damit verschiebt sich der Winkel für den eindringenden Penis insofern günstiger, als die Anterior-Fornix-Erogenous-Zone (AFE-Zone) besser erreicht werden kann.
Chua Chee Ann gibt an, die AFE-Zone zufällig bei einer Untersuchung gefunden zu haben, und testete daraufhin bei weiteren Frauen die Reaktion auf entsprechende Stimulation. Dabei seien mehrere spontan zum Orgasmus gekommen.